# Connect Hotels

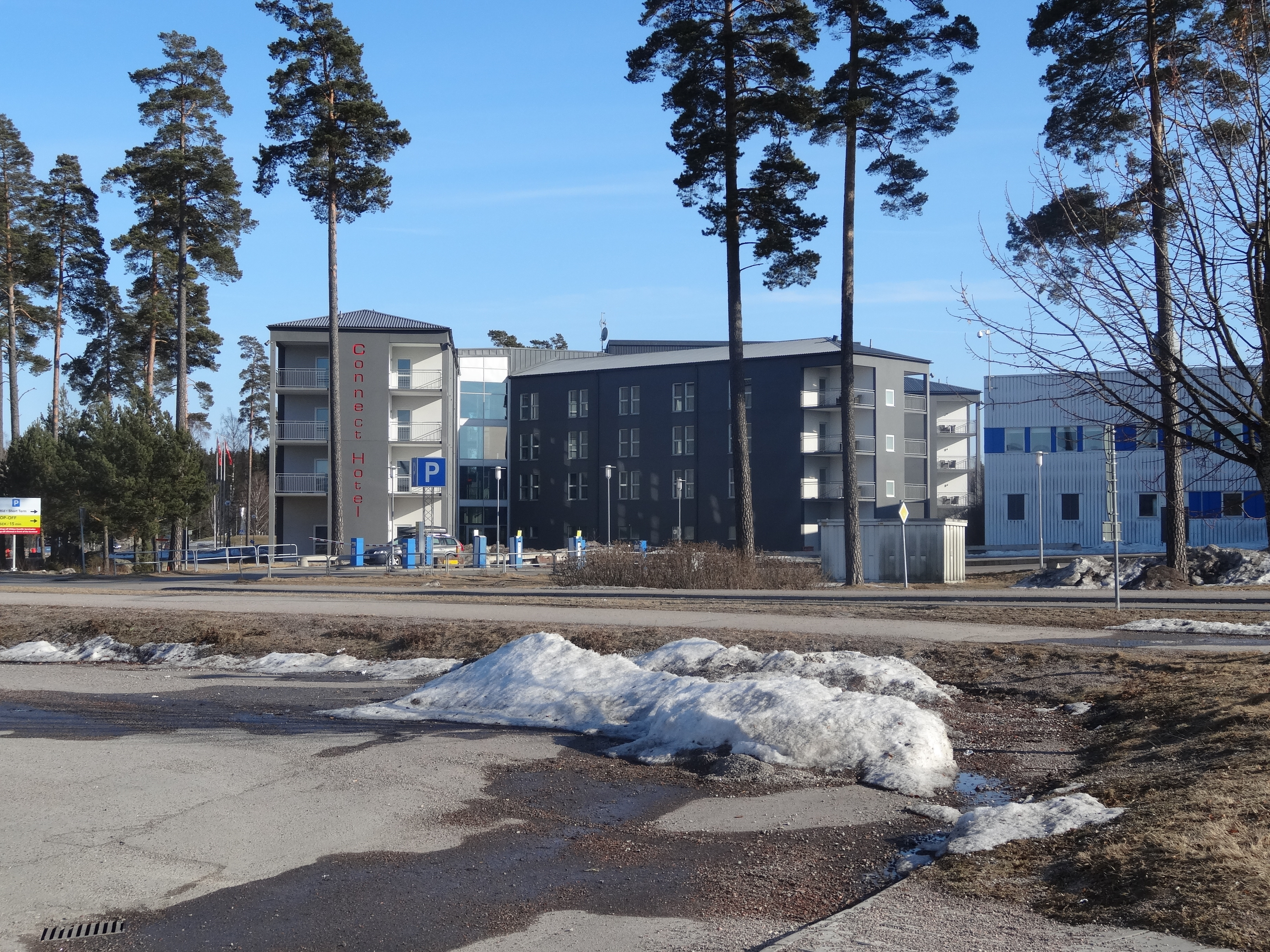
Connect Hotel på Skavsta flygplats

Connect Hotels är en privatägd hotellkedja med mellanklasshotell i anknytning till flygplatserna Stockholm-Arlanda och Stockholm-Skavsta samt till Stockholmsmässan. Hösten 2010 öppnar Connect Hotel City på Kungsholmen i Stockholm. 